# Mabila

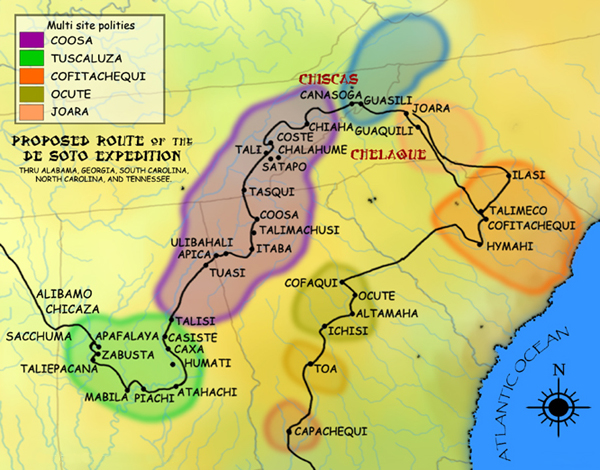
Itinéraire de de Soto : la carte montre Mabila (en bas à gauche, cercle vert) sur le long itinéraire de l'expédition espagnole à travers les territoires de ce qui est maintenant la Géorgie, la Caroline du Sud, la Caroline du Nord, le Tennessee, l' Alabama, le Mississippi et l'Arkansas.

Mabila (également orthographié Mavila, Mavilla, Maubila ou Mauvilla, sous l'influence des translittérations espagnoles ou françaises) est un village fortifié du chef autochtone Tascalusa, détruit en 1540 par l'Espagnol Hernando de Soto, qui se situait dans le centre de l'actuel Alabama. Son emplacement a été l'objet de débats durant des siècles, mais le sud-ouest de l'actuelle Selma, en Alabama, est une possibilité.
En 1540, le chef Tascalusa cantonne en secret de plus de 2500 guerriers à Mabila, prêts à attaquer un groupe conséquent d'envahisseurs étrangers dans la civilisation du Mississippi, l'explorateur espagnol Hernando de Soto et son expédition. L'assaut échoue et se solde par la mort des combattants autochtones et la destruction du village.

## Village fortifié
L'enceinte fortifiée de Mabila, l'une des nombreuses rencontrées par les Espagnols lors de l'expédition, est un épais mur de 5 m de haut. Il est fabriqué à partir de larges troncs d'arbres attachés avec des poutres transversales et recouverts d'un enduit de boue et de paille. La forteresse est défendue par des guerriers muskogee, à l'aide de flèches ou de pierres.
Se fondant sur des sources antérieures, Inca Garcilaso de la Vega décrit Mabila comme suit :

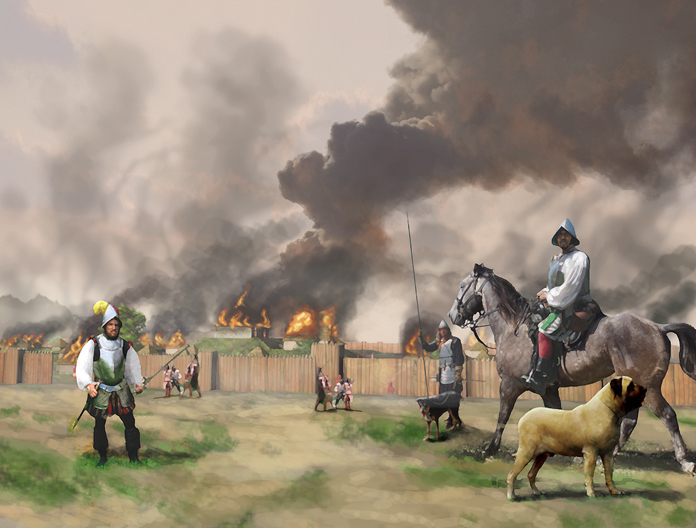
Vue d'artiste de Mabila.

« ... sur une belle plaine, avec une enceinte de trois estados (environ 5 m) de haut, faite de rondins épais comme des bœufs. Ils sont enfoncés dans le sol si près l'un de l'autre qu'ils se touchent. D'autres troncs, plus longs et moins épais, sont placés transversalement à l'extérieur et à l'intérieur et fixés avec des cannes fendues et des cordons solides. Sur le dessus, ils sont enduits d'une grande quantité de boue tassée avec de la paille, lequel mélange emplit toutes les fissures et les espaces entre les rondins et leurs attaches de telle manière que cela semble vraiment un mur fini à la truelle de maçon. A des intervalles de cinquante pas autour de l'enceinte, on a des tours qui peuvent contenir sept ou huit combattants. La partie inférieure de l'enceinte, à la hauteur d'un estado (1,60m), est abondamment pourvue de meurtrières pour tirer des flèches. La ville n'a que deux portes, l'une à l'est et l'autre à l'ouest. En son milieu se trouve une grande place autour de laquelle se trouvent les maisons les plus grandes et les plus importantes. »

## Bataille de Mabila
C'est à Mabila que les Espagnols subissent leurs pertes les plus lourdes, mais les Mississippiens sont encore plus durement touchés.
Quand Hernando de Soto rencontre Tascalusa pour la première fois dans son village et lui demande des fournitures, des porteurs et des femmes, Tascalusa lui conseille de se rendre dans une autre de ses localités, connue sous le nom de Mabila, où la marchandise l'attendrait.
Le 18 octobre 1540, les Espagnols arrivent à Mabila et comprennent que quelque chose ne va pas : la population de la ville est presque exclusivement composée d'hommes, de jeunes guerriers et d'hommes de haut rang ; il y a plusieurs femmes, mais pas d'enfants. Les Espagnols voient aussi que la palissade a été récemment renforcée et que tous les arbres, buissons et mauvaises herbes ont été arrachés autour de l'enceinte sur la longueur d'un tir d'arbalète. À l'extérieur de la palissade, ils voient un guerrier plus âgé dans un champ, exhortant les jeunes guerriers et les conduisant dans des escarmouches simulées et des exercices militaires.
Lorsque Taskalusa y arrive, il demande aux Espagnols de quitter le territoire. Une bagarre éclate entre un soldat et un autochtone ; de nombreux guerriers sortent des maisons et tirent des flèches sur les Espagnols qui se retirent, laissant leurs biens à l'intérieur de la forteresse. Puis, armés de fusils, les Espagnols tuent la plupart des guerriers et incendient la ville.
Un des survivants de l'expédition, un Portugais, dénommé Chevalier d’Elvas, rapporte : « Les Indiens se sont battus avec un si grand esprit qu'ils ont, à plusieurs reprises, chassé nos gens de la ville. La lutte a duré si longtemps que de nombreux catholiques, fatigués et très assoiffés, sont allés boire à un étang voisin, teinté du sang des tués, et sont revenus au combat. »
« Ceux qui y périrent étaient en tout deux mille cinq cents, un peu plus ou moins: des catholiques il en tomba deux cents... Parmi les vivants, cent cinquante catholiques ont reçu sept cents blessures... »
Elvas note plus loin que quatre cents porcs sont morts lors des combats. Le décompte exact des morts est incertain, mais les estimations espagnoles de l'époque se situent entre 2500 et 3000, ce qui ferait de la bataille de Mabila l'une des plus sanglantes de l'histoire nord-américaine.